# Rhithrogena
Genre
Rhithrogena est un genre d'éphémères, des insectes de la famille des Heptageniidae. 
Les espèces de ce genre sont en régression notamment à cause de la pollution lumineuse et de leur grande sensibilité à la pollution par la lumière polarisée (« Polarotaxie ») qui les attire sous les lampadaires et sur le macadam éclairé par des luminaires ou sur des bâches plastiques noires où ces insectes peuvent pondre, au lieu de pondre dans l'eau, ce qui constitue un piège écologique et probablement un puits écologique.

## Liste d'espèces
Selon ITIS (5 septembre 2016) :
- Rhithrogena amica Traver, 1935
- Rhithrogena anomala McDunnough, 1928
- Rhithrogena brunneotincta McDunnough, 1933
- Rhithrogena decora Day, 1954
- Rhithrogena exilis Traver, 1933
- Rhithrogena fasciata Traver, 1933
- Rhithrogena flavianula (McDunnough, 1924)
- Rhithrogena fuscifrons Traver, 1933
- Rhithrogena futilis McDunnough, 1934
- Rhithrogena gaspeensis McDunnough, 1933
- Rhithrogena hageni Eaton, 1885
- Rhithrogena impersonata (McDunnough, 1925)
- Rhithrogena ingalik Randolph & McCafferty, 2005
- Rhithrogena jejuna Eaton, 1885
- Rhithrogena manifesta Eaton, 1885
- Rhithrogena morrisoni (Banks, 1924)
- Rhithrogena notialis Allen & Cohen, 1977
- Rhithrogena plana Allen & Chao, 1978
- Rhithrogena robusta Dodds, 1923
- Rhithrogena rubicunda Traver, 1937
- Rhithrogena uhari Traver, 1933
- Rhithrogena undulata (Banks, 1924)
- Rhithrogena virilis McDunnough, 1934

### En Europe
Le genre Rhitrogena comporte en Europe [réf. souhaitée] :
- Rhithrogena germanica (Eaton, 1885)
  - = Rhithrogena haaruppi (Esben-Petersen, 1909)
  - = Rhithrogena ussingi (Esben-Petersen, 1910)
- Rhithrogena semicolorata (Curtis, 1834)
  - = Rhithrogena semitincta (Pictet, 1845)
  - = Rhithrogena vulpecula (Klapalek, 1905)
  - = Rhithrogena grisoculata (Bogoescu, 1958)
- Rhithrogena savoiensis (Alba Tercedor & Sowa, 1987)
  - = Rhithrogena aurantiaca sensu (Eaton, 1885)
  - = Rhithrogena diaphana sensu (Puthz, 1978)
- Rhithrogena allobrogica (Sowa & Degrange, 1987)
  - = Rhithrogena intermedia (Metzler, Tomka & Zurwerra, 1987)
- Rhithrogena alpestris (Eaton, 1885)
  - = Rhithrogena brenneriana (Klapalek, 1905)
  - = Rhithrogena alpicola (Navas, 1935)
- Rhithrogena carpatoalpina (Klonowska, 1987)
  - = Rhithrogena ferruginea sensu (Sowa, 1971)
- Rhithrogena colmarsensis (Sowa, 1984)
- Rhithrogena degrangei (Sowa, 1969)
- Rhithrogena delphinensis (Sowa & Degrange, 1987)
- Rhithrogena diensis (Sowa & Degrange, 1987)
- Rhithrogena dorieri (Sowa, 1971)
- Rhithrogena eatoni (Esben-Petersen, 1912)
- Rhithrogena fonticola (Sowa & Degrange, 1987)
- Rhithrogena gratianopolitana (Sowa, Degrange & Sartori, 1986)
- Rhithrogena hybrida (Eaton, 1885)
- Rhithrogena insularis (Esben-Petersen, 1913)
- Rhithrogena allobrogica
- Rhithrogena kimminsi (Thomas, 1970)
- Rhithrogena landai (Sowa & Soldan, 1984)
- Rhithrogena loyolaea (Navas, 1922)
- Rhithrogena nivata (Eaton, 1871)
- Rhithrogena picteti (Sowa, 1971)
  - = Rhithrogena iridina picteti sensu (Puthz, 1971)
- Rhithrogena puthzi (Sowa, 1984)
- Rhithrogena puytoraci (Sowa & Degrange, 1987)
  - = Rhithrogena ferruginea sensu (Sowa, 1971)
- Rhithrogena strenua (Thomas, 1982)